# Gilly-sur-Isère
Gilly-sur-Isère és un municipi francès situat al departament de la Savoia i a la regió d'Alvèrnia-Roine-Alps. L'any 2007 tenia 2.798 habitants.

## Demografia

### Població
El 2007 la població de fet de Gilly-sur-Isère era de 2.798 persones. Hi havia 1.091 famílies de les quals 221 eren unipersonals (99 homes vivint sols i 122 dones vivint soles), 421 parelles sense fills, 406 parelles amb fills i 43 famílies monoparentals amb fills.
La població ha evolucionat segons el següent gràfic:
Habitants censats

### Habitatges
El 2007 hi havia 1.177 habitatges, 1.107 eren l'habitatge principal de la família, 30 eren segones residències i 40 estaven desocupats. 944 eren cases i 225 eren apartaments. Dels 1.107 habitatges principals, 899 estaven ocupats pels seus propietaris, 193 estaven llogats i ocupats pels llogaters i 16 estaven cedits a títol gratuït; 11 tenien una cambra, 51 en tenien dues, 167 en tenien tres, 284 en tenien quatre i 594 en tenien cinc o més. 1.029 habitatges disposaven pel capbaix d'una plaça de pàrquing. A 445 habitatges hi havia un automòbil i a 600 n'hi havia dos o més.

### Piràmide de població
La piràmide de població per edats i sexe el 2009 era:
| Homes | Edats   | Dones |
| ----- | ------- | ----- |
| 0     | 95 o +  | 0     |
| 8     | 90 a 94 | 8     |
| 4     | 85 a 89 | 16    |
| 4     | 80 a 84 | 8     |
| 32    | 75 a 79 | 20    |
| 48    | 70 a 74 | 80    |
| 52    | 65 a 69 | 40    |
| 88    | 60 a 64 | 64    |
| 76    | 55 a 59 | 72    |
| 88    | 50 a 54 | 124   |
| 136   | 45 a 49 | 140   |
| 100   | 40 a 44 | 96    |
| 72    | 35 a 39 | 92    |
| 64    | 30 a 34 | 100   |
| 52    | 25 a 29 | 52    |
| 60    | 20 a 24 | 44    |
| 96    | 15 a 19 | 84    |
| 116   | 10 a 14 | 96    |
| 72    | 5 a 9   | 76    |
| 64    | 0 a 4   | 40    |

## Economia
El 2007 la població en edat de treballar era de 1.838 persones, 1.323 eren actives i 515 eren inactives. De les 1.323 persones actives 1.264 estaven ocupades (687 homes i 577 dones) i 59 estaven aturades (18 homes i 41 dones). De les 515 persones inactives 194 estaven jubilades, 157 estaven estudiant i 164 estaven classificades com a «altres inactius».

### Ingressos
El 2009 a Gilly-sur-Isère hi havia 1.115 unitats fiscals que integraven 2.926,5 persones, la mediana anual d'ingressos fiscals per persona era de 22.223 €.

### Activitats econòmiques
Dels 211 establiments que hi havia el 2007, 6 eren d'empreses extractives, 3 d'empreses alimentàries, 16 d'empreses de fabricació d'altres productes industrials, 44 d'empreses de construcció, 52 d'empreses de comerç i reparació d'automòbils, 9 d'empreses de transport, 9 d'empreses d'hostatgeria i restauració, 2 d'empreses d'informació i comunicació, 7 d'empreses financeres, 10 d'empreses immobiliàries, 28 d'empreses de serveis, 15 d'entitats de l'administració pública i 10 d'empreses classificades com a «altres activitats de serveis».
Dels 65 establiments de servei als particulars que hi havia el 2009, 1 era una oficina de correu, 1 una oficina bancària, 11 tallers de reparació d'automòbils i de material agrícola, 1 taller d'inspecció tècnica de vehicles, 2 autoescoles, 8 paletes, 6 guixaires pintors, 6 fusteries, 5 lampisteries, 9 electricistes, 2 empreses de construcció, 4 perruqueries, 2 veterinaris, 1 agència de treball temporal, 3 restaurants, 2 agències immobiliàries i 1 saló de bellesa.
Dels 17 establiments comercials que hi havia el 2009, 1 era una gran superfície de material de bricolatge, 1 una botiga de menys de 120 m², 1 una fleca, 5 botigues de roba, 2 sabateries, 2 botigues de mobles, 2 botigues de material esportiu, 1 una botiga de material de revestiment de parets i terra, 1 un drogueria i 1 una floristeria.
L'any 2000 a Gilly-sur-Isère hi havia 26 explotacions agrícoles que ocupaven un total de 80 hectàrees.

## Equipaments sanitaris i escolars
L'únic equipament sanitari que hi havia el 2009 era una farmàcia.
El 2009 hi havia 1 escola maternal i 1 escola elemental.

## Poblacions més properes
El següent diagrama mostra les poblacions més properes.